# Punkabilly
El punkabilly o punk-a-billy es una estilo musical mezcla de punk y rockabilly. Surgió en Estados Unidos y el Reino Unido a finales de la década de 1970. El formato habitual es el de power trio (guitarra, bajo o contrabajo y batería), aunque las bandas más influenciadas por el garage incluyen órganos.
Una de las bandas más famosas y representativas del estilo son los Stray Cats (entonces conocidos como "The Tomcats").

## Bandas de punkabilly
The Astro Zombies
Bad Reputation
Banane Métalik
Barnyard Ballers
Black September
The Broadcasters
Carlos Up To Vegas
Cenobites
Chibuku
Die Chinesischen Glückskekse
The Ed Random Band
Flesh
The Gears
Godless Wicked Creeps
The Hangmen
Hank Williams III
Hellbats
Hellbilly Club
Hyperjax
King Kurt
The Kings of Nuthin'
Klingonz
Koffin Kats
Komety
The Living End
Look Out! Phantom Whores
The Lucky Devils
Mad Sin
Nervios Calavera
NightBreed
Peacocks
The Phantom Rockers
The Psyclones
The Reverend Horton Heat
The Ripmen
Rudos Wild
The Screamin' Fish
Shark Soup
Social Distortion
Stray Cats
Thee Flanders
The Un Concern
Vennaskond
Washington Dead Cats
Wreckers
The Wrecking Dead
The Young Werewolves